# 逆境的小児期体験
逆境的小児期体験（ぎゃっきょうてきしょうにきたいけん、英語: Adverse Childhood Experiences、ACEs）とは、18歳未満で遭遇した心的外傷を引き起こす可能性のある体験。単に「逆境的体験」と呼称することもある。
1998年のFelittiらによる研究（ACE study）に端を発する。

## 種類
逆境的小児期体験として、以下のような項目が挙げられる。

### 児童虐待
- 心理的虐待

親もしくは他の大人からよく罵られたり、非難されたり、嫌がらせを言われたりすること。
- 身体的虐待

親もしくは他の大人からよく押されたり、掴まれたり、突き飛ばされたり、叩かれたりすること。
- 児童性的虐待

親もしくは他の大人から性的虐待を受けたり、性犯罪の被害者となること。

### 機能不全家族
- 依存症（嗜癖）

家族内に、アルコール依存症や薬物依存を患っている者がいること。
- 精神疾患

家族内に、精神疾患を患っている者がいる、または、自殺未遂をした者がいること。
- 家庭内暴力

家族内に、ドメスティック・バイオレンス (DV) を受けている者がいること。
- 犯罪者

家族内に、犯罪により収監されている者がいること。

## 影響

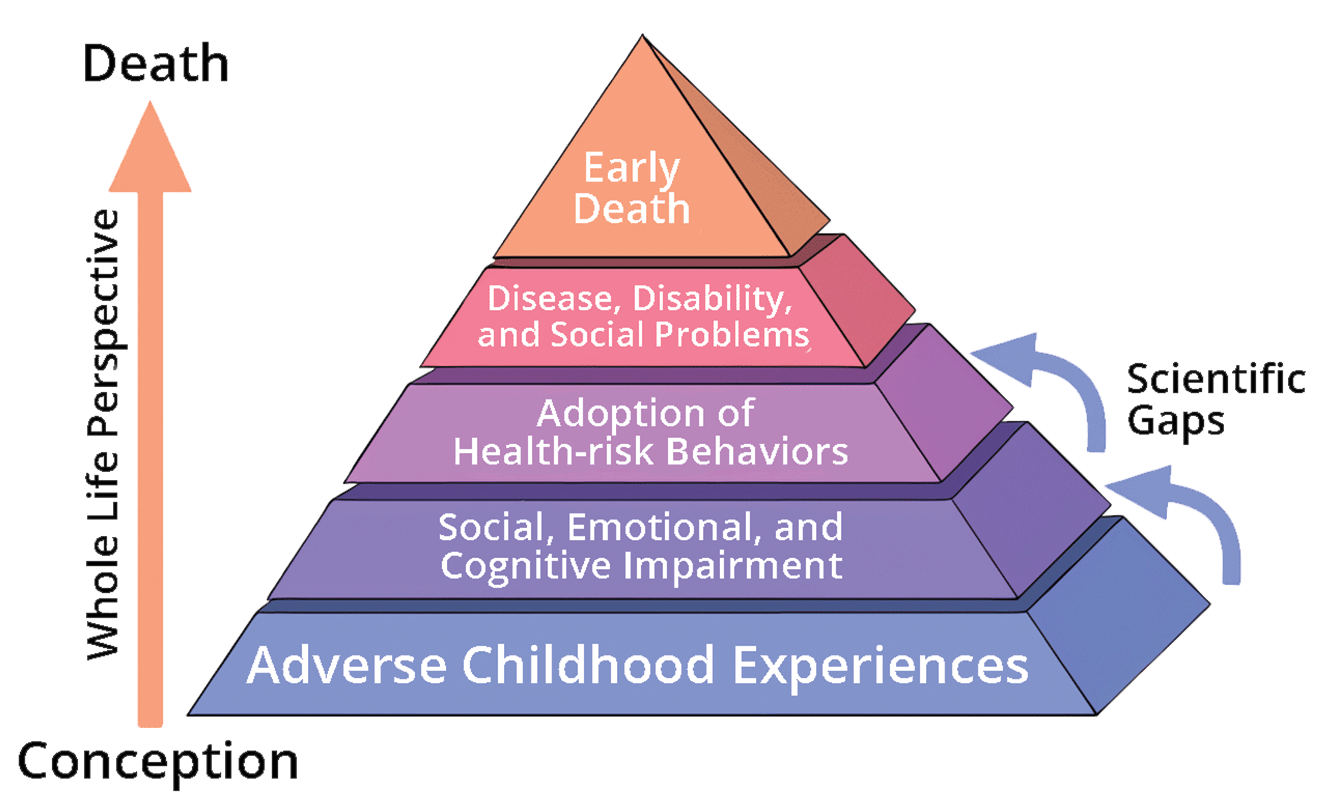

逆境的小児期体験の影響として、社会的・情動的・認知的な歪みから不健康な行動に及び、病気や障害、社会的な問題を抱えてしまうことによって、最終的に早死にすることになる。